# Delphinium balansae
Delphinium balansae är en ranunkelväxtart som beskrevs av Pierre Edmond Boissier och Reuter. Delphinium balansae ingår i släktet storriddarsporrar, och familjen ranunkelväxter. Inga underarter finns listade i Catalogue of Life.